# Morgan (famiglia)
La famiglia Morgan era una dinastia di banchieri e finanzieri statunitensi, che divenne di rilievo negli Stati Uniti e in tutto il mondo alla fine del XIX secolo e l'inizio del XX secolo. I membri della famiglia accumularono una fortuna immensa nel corso delle generazioni, principalmente attraverso l'opera celebre di John Pierpont (J. P.) Morgan (1837–1913).
I Morgan sono famosi per aver dominato il settore bancario durante la loro epoca. J.P. Morgan era il de facto leader della dinastia, essendo stato l'uomo d'affari più importante in America alla fine del secolo. Rivoluzionò numerose industrie, incluso quella dell'energia elettrica, delle ferrovie e del ferro. Attraverso i suoi metodi commerciali, fu di grande successo nel far valere il suo potere come uno degli uomini d'affari più influenti in America. Gli storici descrivono la famiglia Morgan insieme con la sua rete di partner come parte del grande impero bancario americano conosciuto come il casato dei Morgan. È difficile collocare una data di inizio e fine della dinastia. Tuttavia, molti studiosi attribuiscono la morte di J.P. Morgan alla fine della dinastia bancaria. Lo storico e giornalista americano Ron Chernow ha scritto dell'importanza della famiglia sotto Junius Spencer Morgan e John Pierpont Morgan. Nel libro The House of Morgan: An American Banking Dynasty and the Rise of Modern Finance, egli racconta la vita del Morgan, le cui vite sono “incrostate di leggenda... maturo con mistero, [ed] esposti a queste polemiche aspre”.